# Francesco Codino
Franz Godin (italianizzato in Francesco Codino) (Francoforte, 1590 – Lombardia, 1635 ca.) è stato un pittore tedesco, attivo anche in Lombardia.

## Biografia

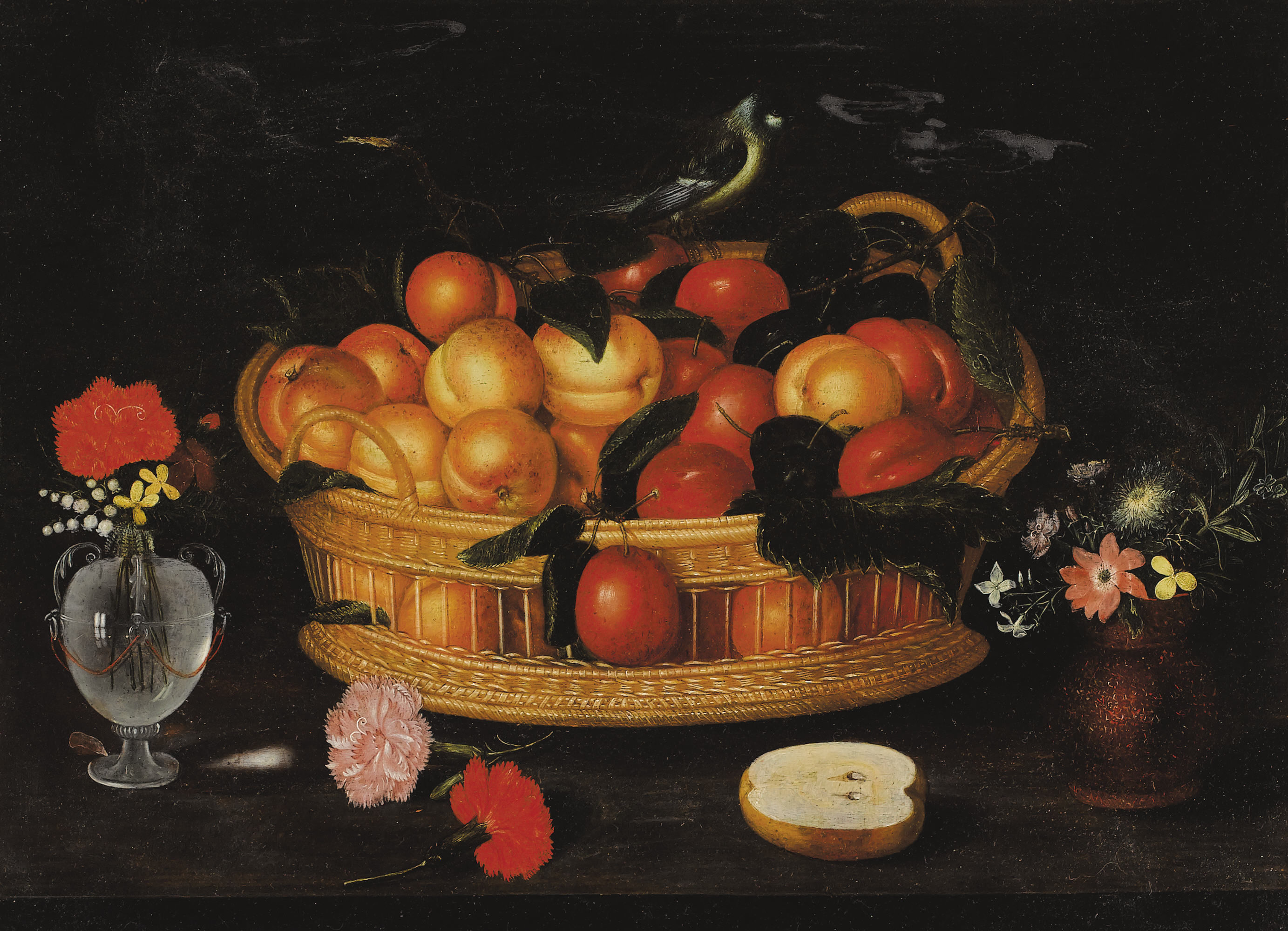
Natura morta con fiori, uccelli e frutti

Nato in Germania, fu attivo sia a Hanau e Francoforte che in Lombardia. Nel 1619 fu nella bottega di Daniel Soreau in Hanau e tra il 1620 e il 1624 è ricordato in Lombardia, dove probabilmente morì qualche anno dopo.
Autore principalmente di Nature morte, di cui una è conservata all'Accademia Carrara di Bergamo.